# Nyctemera kinabaluensis
Nyctemera kinabaluensis är en fjärilsart som beskrevs av P.Reich. 1932. Nyctemera kinabaluensis ingår i släktet Nyctemera och familjen björnspinnare. Inga underarter finns listade i Catalogue of Life.